# BWF Copa Anime Friends
O BWF Copa Anime Friends é um título de luta livre profissional pertencente a BWF, sendo disputado exclusivamente pelos lutadores da companhia.
Os campeões são determinadas com a realização de combates de luta livre profissional, em que os vencedores de cada combate são pré-determinados por um roteiro. Até o presente mês de março de 2025, um total de apenas dois lutadores conquistaram o título. O primeira campeão foi Beto, e a atual é Dinamo.

## Reinados
Até 16 de março de 2025, houve cinco campeões. O campeão inaugural foi Beto, cujo também é o primeiro lutador a conquistar o título em mais de uma ocasião. O reinado mais longo é o primeiro de Beto, com 518 dias. O reinado mais curto é o segundo de Beto, com 35 dias. O atual campeã é Dinamo, que ganhou o título em 20 de dezembro de 2015 no evento BWF Ressaca Friends 2015 - Tag 2.
| Reinado | O número de reinados para o lutador específico listado    |
| Local   | A cidade em que o título foi ganho                        |
| Evento  | O evento promovido pela empresa em que o título foi ganho |
| +       | Indica os dias do atual reinado em contagem               |

| Nº | Campeão    | Reinado | Data                   | Dias com o título | Local         | Evento                           | Notas                                                                                | Ref.  |
| -- | ---------- | ------- | ---------------------- | ----------------- | ------------- | -------------------------------- | ------------------------------------------------------------------------------------ | ----- |
| 1  | Beto       | 1       | 17 de julho de 2011    | 518               | São Paulo, SP | BWF                              |                                                                                      | [ 1 ] |
| 2  | Khaos      | 1       | 16 de dezembro de 2012 | 187               | São Paulo, SP | BWF                              |                                                                                      | [ 1 ] |
| 3  | Max Miller | 1       | 21 de junho de 2013    | 184               | São Paulo, SP | BWF Anime Friends 2013 - Tag 3   | Miller derrotou Sonico e Xandão (que substituiu Khaos) em uma luta de ameaça tripla. | [ 2 ] |
| 4  | Beto       | 2       | 22 de dezembro de 2013 | 35                | São Paulo, SP | BWF Ressaca Friends 2013 - Tag 2 |                                                                                      | [ 3 ] |
| 5  | Max Miller | 2       | 26 de janeiro de 2014  | 182               | São Paulo, SP | BWF Anime Dreams 2014            |                                                                                      | [ 4 ] |
| 6  | Kadu       | 1       | 27 de julho de 2014    | 407               | São Paulo, SP | BWF Anime Friends 2014 - Tag 7   |                                                                                      | [ 5 ] |
| 7  | Beto       | 3       | 7 de setembro de 2014  | 104               | São Paulo, SP | BWF                              |                                                                                      | [ 1 ] |
| 8  | Dinamo     | 1       | 20 de dezembro de 2015 | 3374+             | São Paulo, SP | BWF Ressaca Friends 2015 - Tag 2 |                                                                                      | [ 6 ] |

## Lista de reinados combinados
Em 16 de março de 2025.
| + | Indica a atual campeão |

| Pos. | Campeão    | Nº de reinados | Dias combinados |
| ---- | ---------- | -------------- | --------------- |
| 1    | Beto       | 3              | 657             |
| 2    | Kadu       | 1              | 407             |
| 3    | Max Miller | 2              | 366             |
| 4    | Khaos      | 1              | 187             |
| 5    | Dinamo     | 1              | 3374+           |